# Dredd
Dredd is een sciencefiction-actiefilm uit 2012 geregisseerd door Pete Travis en geschreven en geproduceerd door Alex Garland.
De film is gebaseerd op het stripverhaal Judge Dredd en personages gecreëerd door John Wagner en Carlos Ezquerra. Karl Urban speelt Judge Dredd, een wetshandhaver met het gezag van een rechter, jury en beul die in een post-apocalyptische stad genaamd Mega-City One woont. Dredd moet samen met zijn leerling Judge Anderson een drugsbaron genaamd Ma-Ma doden, die zich schuilhoudt in een gigantisch flatgebouw.

## Rolverdeling
- Karl Urban - Judge Dredd
- Olivia Thirlby - Judge Cassandra Anderson
- Lena Headey - Ma-Ma (Madeline Madrigal)
- Wood Harris - Kay

## Beoordeling
78% van de beoordelingen was gunstig, met een gemiddeld cijfer van 6,5 op Rotten Tomatoes. Op Metacritic kreeg de film 59 punten op een maximum van 100.